# 조루루
조루루는 요시자키 미네 원작의 애니메이션 '케로로 군조'에 등장하는 인물로 계급은 병장이다. 도로로 타도를 인생의 목표로 삼은 사이보그 케론인이다. 일본에서는 야오 카즈키, 투니버스판은 최재호가 맡았다.

## 인물
원래 정상적인 케론인이었으나, 현재는 어째선지 몸에 갑옷을 두른 듯한 모습을 하고 있다. 자신을 쓰러뜨린 도로로에게 강한 살의를 내비치며 복수하려 하나, 정작 그는 도로로에게 잊힌다. 이로 인해 조루루 역시 트라우마 상태로 된 장면이 몇 번 있었다. 같은 가루루 소대원들에게도 존재감이 없는 인물로 인식된다. 
조루루의 어릴 적 모습이 나타난 상황이 한 번 있었다. 새로 전학 온 어릴 적의 조루루는 제로로(도로로)가 자신의 존재를 무시하고 친구들과 놀고 있는 것으로 착각으로 오해를 불러일으킨다. 이 도로로에게 복수하기 위해 케론군에 신청한 조루루는 엄청난 실력을 인정 받아 한 번에 입대하게 된다. 조루루가 이등병이 되었을 때 제로로(도로로)도 한 번에 이등병으로 진급했다. 둘의 스승 지라라 대위 (당시 소위) 가 둘에게 결투를 하라고 명령 했을 때 이미 조루루는 반 사이보그 케론인이었다. 당시 제로로로선 처음 보는 인물이었기 때문에 눈을 다친 것은 도로로 때문이 아닌 것으로 추정된다. 둘의 결투 중 조루루의 사이보그 손의 칼이 동강 나버리자 더욱 분노한 조루루는 가루루 소대원이 된 상태에서 케로로 소대 앞에 도로로와 대면 하게 된다. 이에 도로로는 조루루를 알아보지 못했다. 조루루는 복수심에 휩싸여 다시 물러나고 후에 후유키 (한국편 우주)네 집에 어쌔신 홀로 막아 놓는다. 나츠미 (한국편 한별)의 요청에 도로로가 조루루와 또다시 전투를 하게 된다. 도로로가 조루루의 산탄 수리검에 당해 쓰러져 조루루가 도로로의 목숨을 위협하려 할 때 케로로가 어쌔신 홀에 뛰어들어 조루루를 되돌아가도록 명령한다.

### 모습
갑옷을 두르고 비행선 천장에 매달려 있는 경우가 많다.

### 전투력
전투능력은 꽤나 강한 것으로 보인다. 도로로에게 져 어쌔신의 이인자가 되자 도로로에 대한 복수심으로 가득 차 있으며, 전투력은 조루루가 가루루보다 강한 듯하나 가루루와 조루루의 기싸움에서 조루루가 패배하여 쓰러진 적이 있었다.

### 사용기술
영차 원참 (도로로와 같은 기술로 칼을 휘둘러 공격한다.), 지옥뢰(상대를 감전 시켜 공격한다.), 산탄 수리검 (조루루의 표식 삼각형 모양의 거대한 수리검을 던진다. 던져진 수리검은 조루루의 힘에 의해 작은 여러개의 수리검으로 산탄 된다.), 그림자 은신 (그림자 속으로 뛰어들어가 모습을 감춘다.)

### 목소리
사이보그 케론인이 되자, 목소리가 높게 올라가지 않는다. 목소리는 낮고, 지직거리는듯 하다.

### 대화체
상당히 건방지고 잔인한 말투를 쓰는데다가 저음에 허스키하고 지직 거리는 느낌의 목소리까지 더해지면 절로 주먹이 쥐어지는 재수없는 말투를 쓴다.

### 불쌍한 녀석
103화에서 실컷 폼 잡으며 도로로에게 결투를 신청했으나 정작 도로로는 그를 모르고 이름도 기라라? 타사사? 라고 했고 이에 허무함을 느껴 사라져 버린다.

### 복수혈전
336화에서 도로로에 대한 열등감과 경쟁 의식으로 복수를 열망하던 조루루가 느닷없이 케로로 소대 침략 회의장에 나타나 소대 전체를 끈끈이로 의자에 붙여둔다(서있던 모아는 바닥에 붙인다). 온 목적을 케묻는 케로로에게 "잘알텐데 내볼일은 그녀석뿐 이번에는 니놈들이 방해하게 놔두지 않겠어 다들 여기 얌전히 있거라"라는 말을 남기고 사라진 뒤 우주네집 전역에 어쌔신 존을 만들고는 도로로를 기다린다. 아무것도 모른채 한별이와 우주는 집에 들어갈 걱정을 하는데 우주는 도로로가 설화와 물수행(폭포수를 맞으며 수행하는 것)을 떠나기전에 혹시 케로로가 불온한 움직임(환경 파괴 침략 작전을 하는 것)을 보이거든 자신을 호출하라고 준 부적으로 도로로를 호출한다. 급히 달려온 도로로는 어쌔신 존이 설치된 걸알고 우주와 한별이에게 이것은 어쌔신이 자신에게 유리한 곳으로 적을 유인하는 함정이라며 스스로 어쌔신 존에 들어가 술자를 찾는데 그런 도로로 뒤에 조루루가 나타나 "난 그 언제라도 니 등뒤에 있다."라고 말한다. 도로로는 놀라 제빨리 고구마 모양의 다른 지형으로 피신하고 "조루루는 우리의 질기고 질긴 인연은 목숨으로 끝을 낼수밖에 없는 것" 이라며 자신의 마크 모양을 한 붉은색의수리검 3개를 도로로에게 날린다. 재빨리 날아올라 피하자 또 한발을 날려보내고 도로로는 십자광륜으로 맞받아친다. 이에 조루루는 산탄 명령을 내려 거대한 수리검을 수백개로 쪼개 공격한다 도로로는 재빨리 귀식(백병전 전용갑옷)을 두르고 더 길어진 검을 들고 나타난다. 이에 조루루는"귀식을 두른건가...드디어 불이 붙은 모양이군 이순간을 기다렸다 제로로"라며 선전포고를 하고 비상해 결투를 시작한다. 결투전 설화와 물수행을 하던 도중 도로로는 과거 어쌔신 시절을 떠올렸는데 지라라가 마음,기세,몸 모든것에 있어서 어쌔신 정상의 성적을 거둬왔다며 칭찬한다. 도로로가 분에 넘치는 영광 입니다 라고 하자 지라라는 자네는 어쌔신 궁극에 경지에는 이를 수 없다고 한다. 이에 어리둥절한 도로로가 반문하자 지라라는 정상이 되지 못해 자네의 등뒤에 남아야만 했던 자들을 기억 하느냐고 묻는다. 도로로가 당황하자 지라라는 "기억에도 기록에도 남지 못한체 어둠속으로 사라져간다. 그것이 어쌔신의 진정한 경지 허나 자네는 너무 다정해 앞으로는 자네의 기술을 어쌔신이 아닌 일반병으로서 사용해라" 라며 일침을 가한다. 당황한 도로로는 어릴적부터 금방 잊혀지고 존재감이 없다는 말을 들어왔고 스텔스 능력(자취를 감추는 능력 스텔스 전투기는 레이다파를 흡수하거나 반사하는 장치를 해 레이다에 잡히질 않아서 붙여진 이름임)에는 누구보다 지신 있다고 한다. 이에 지라라는 어쌔신의 어둠은 자네의 상상 이상으로 깊은 것이다 라고 다시 한번 일침을 놓는다. 한편 신발을 벗어 끈끈이로부터 탈출한 모아의 도움으로 간신이 떨어진 케로로는 초공간 게이트가 막혀 마그마 스위머로 땅을 뚧고 올라온다. 아무것도 모르는 케로로는 어쌔신 존으로 무작정 뛰어들고 지라라는 조루루와 도로로의 모습이 사라진것을 의아해 하는 해설자에게 "어쌔신끼리 싸울땐 파워와 스피드 이외에 가장 중요한 것이 스텔스 능력이며 어쌔신 끼리의 전투에서 때때로 보이는 섬광과 흔적만이 그들이 전투 중임을 알려주는 것이 된다"며 알려준다 도로로는 잠시 자신의 과거를 떠올린다. 이전 학교에서 따돌림 받아 전학 왔지만 전학온 곳에서도 첫날부터 무시 당한다. 이때 케로로가 어이,이보라고 전학생하며 말을 건다. 그때 도로로를 찾는 케로로의 소리가 들린다 회상속 케로로의 목소리가 진짜로 들리자 흠칫 놀란 도로로는 무방비 상태로 멈춰 케로로를 보고 이때 조루루는 "방심했군" 하며 등뒤에서 빨간색 에너지 구체로 도로로를 기습한다. 꼼짝없이 당한 도로로는 백병전 갑옷이 산산 조각난체 기절해 떨어지고 케로로는 떨어지는 도로로의 박치기로 쓰러진다 조루루는 "내가 이겼다 내가 바로 넘버원이다 이걸로 더 이상 누구도 내 이름을 잊어버리지 않겠지 니놈도"라며 도로로에게 결정타를 날릴 준비를 한다. 이때 기절한 케로로가 일어서고 인기척을 느낀 조루루는 돌아서서 상대 하려다가 기겁해 주저앉는다 일어선 케로로는 음산하고 섬뜩한 목소리로 "가루루 소대 소속 조루루 병장 니놈의 전장은 여기가 아니다 신속히 자신의 구역으로 돌아가도록! 두 번 말 않는다" 라고 호통을 치고 다시 쓰러진다. 어리바리 띨빵 캐릭터로 알고 있던 케로로의 섬뜩하고 대장다운 모습에 기절할듯이 놀란 조루루는 어쌔신 존을 해제하고 우주로 올라간다 기절한 도로로는 다시 케로로가 말 걸던 부분을 회상한다 케로로는 "이보라고 전학생"하며 도로로를 부르고 아직 니 이름이 뭔지 모르거든 이라며 말을 붙이고 기쁜 마음에 도로로는 난 제로로라고해 라며 달려간다(도로로의 본명은 제로로다) 그 뒤로 어린 시절의 조루루가 서있었다 조루루 역시 전학 왔으나 무시 당했다. 우주에서 비행선을 타고 있던 조루루는 "제로로....어렸을때부터 나는........ 오늘, 난 너에게 이건것일까?아니,아직이야! 나의 이름은!!"하며 혼자 중얼거리는데 이때 갑자기 "조루루 병장"하며 가루루가 부르고 동시에 우주선과 함께 나타난다. 가루루는 "군법 위반이다. 지금 바로 본부대에 합류 하도록, 무단 행동및 별동대의 활동을 방해한 죄로 엄벌이다. 엄중하게 다스리겠다."라며 야단치고 조루루는 부정도 긍정도 하지 않고 가루루와 함께 돌아간다. 한편 케로로와 도로로는 조루루의 이름을 겨우 기억하나 조루루가 끈끈이로 붙여뒀던 다른 소대원들이 강제로 당겨서 떨어지게 한통에 끔찍한 모습으로 늘어 나있는 걸 보고 충격을 받아 조루루는 다시 잊혀지고 만다. 이 전투에서 케로로의 의도 하지 않은 방해로 도로로가 진것이라 실제로 1:1매치를 하면 도로로가 이길것으로 볼 수 있다.

## 조루루의 호칭 리스트
| 이름   | 조루루를 부를 때 호칭 | 조루루가 부를 때 호칭 |
| ------ | --------------------- | --------------------- |
| 케로로 | 조루루 병장           | 케로로                |
| 도로로 | 조루루                | 제로로                |
| 가루루 | 조루루                | 가루루                |
| 타루루 | 조루루병장님          | 너,야                 |